# Trung Hoa Dân Quốc tuyên chiến với Đức
Trung Hoa Dân Quốc tuyên chiến với Đức là chủ đề tranh luận sôi nổi từ tháng 4 đến tháng 5 năm 1917 tại Quốc hội đầu tiên của Trung Hoa Dân Quốc do chính phủ Bắc Dương quản lý, liên quan đến vấn đề có nên tham gia Thế chiến thứ nhất bằng cách tuyên chiến với Đức hay không.
Quốc hội đã phê chuẩn việc chấm dứt quan hệ ngoại giao với Đức  vào tháng 2 và tháng 3. Phe diều hâu trong Quốc hội dưới sự lãnh đạo của Thủ tướng Đoàn Kỳ Thụy, ông này đã bí mật vay tiền từ chính phủ Nhật Bản, theo như giới báo chí tiết lộ vào tháng 5 trong vụ bê bối mang tên Khoản vay Nishihara. Điều này khiến Quốc hội trì hoãn việc tuyên chiến.
Sau nỗ lực bất thành nhằm phục vị nhà Thanh vào tháng 7, phe ôn hòa vấp phải thất bại khi Tổng thống Lê Nguyên Hồng từ chức. Nội các Đoàn Kỳ Thụy lần thứ hai sau đó bèn tuyên chiến với Đế quốc Đức và Đế quốc Áo-Hung vào ngày 14 tháng 8 năm 1917, lên án mọi hiệp ước với họ, thu hồi các khu tô giới ở Thiên Tân và Hán Khẩu, và ủng hộ phe Đồng Minh. Cuộc tranh cãi về việc tuyên chiến với Đức là một phần trong vụ đấu đá tranh quyền giữa Tổng thống và Thủ tướng chính phủ Trung Hoa Dân Quốc non trẻ.